# Spilornis cheela
El águila culebrera chiíla o culebrera chiila (Spilornis cheela) es una especie de ave falconiforme de la familia Accipitridae cuya área de distribución se extiende desde Indonesia y el sur de China hasta la India y Sri Lanka.

## Subespecies
Se conocen 20 subespecies de Spilornis cheela:

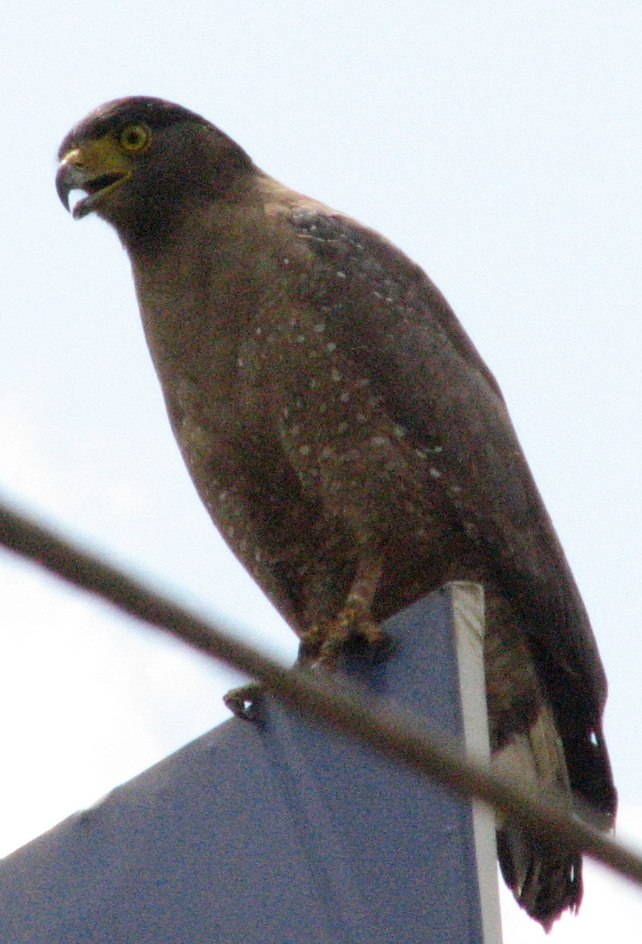
Águila culebrera chiíla

| Subespecie                    | Región                                                     |
| ----------------------------- | ---------------------------------------------------------- |
| Spilornis cheela cheela       | norte de India y Nepal                                     |
| Spilornis cheela melanotis    | llanura indo-gangética                                     |
| Spilornis cheela spilogaster  | Sri Lanka                                                  |
| Spilornis cheela burmanicus   | desde Birmania al sudoeste de China, Tailandia e Indochina |
| Spilornis cheela davisoni     | Islas Andamán                                              |
| Spilornis cheela minimus      | Islas Nicobar                                              |
| Spilornis cheela ricketti     | sur de China y norte de Vietnam                            |
| Spilornis cheela perplexus    | sur de las islas Ryukyu                                    |
| Spilornis cheela hoya         | Taiwán                                                     |
| Spilornis cheela rutherfordi  | Hainan (sur de China)                                      |
| Spilornis cheela palawanensis | Palawan (sudoeste de Filipinas)                            |
| Spilornis cheela pallidus     | tierras bajas del norte de Borneo                          |
| Spilornis cheela richmondi    | sur de Borneo                                              |
| Spilornis cheela natunensis   | islas Natunas y Belitung ( frente a Borneo)                |
| Spilornis cheela malayensis   | Península Malaya, norte de Sumatra y Anambas               |
| Spilornis cheela batu         | sur de Sumatra y Batu                                      |
| Spilornis cheela abbotti      | Simeulue (de Sumatra)                                      |
| Spilornis cheela asturinus    | Nías (oeste de Sumatra)                                    |
| Spilornis cheela sipora       | archipiélago Mentawai (oeste de Sumatra)                   |
| Spilornis cheela bido         | Java y Bali                                                |